# Polyphlebium philippianum
Polyphlebium philippianum är en hinnbräkenväxtart som först beskrevs av Sturm, och fick sitt nu gällande namn av Ebihara och Dubuisson. Polyphlebium philippianum ingår i släktet Polyphlebium och familjen Hymenophyllaceae. Inga underarter finns listade.